# 巴斯德大道

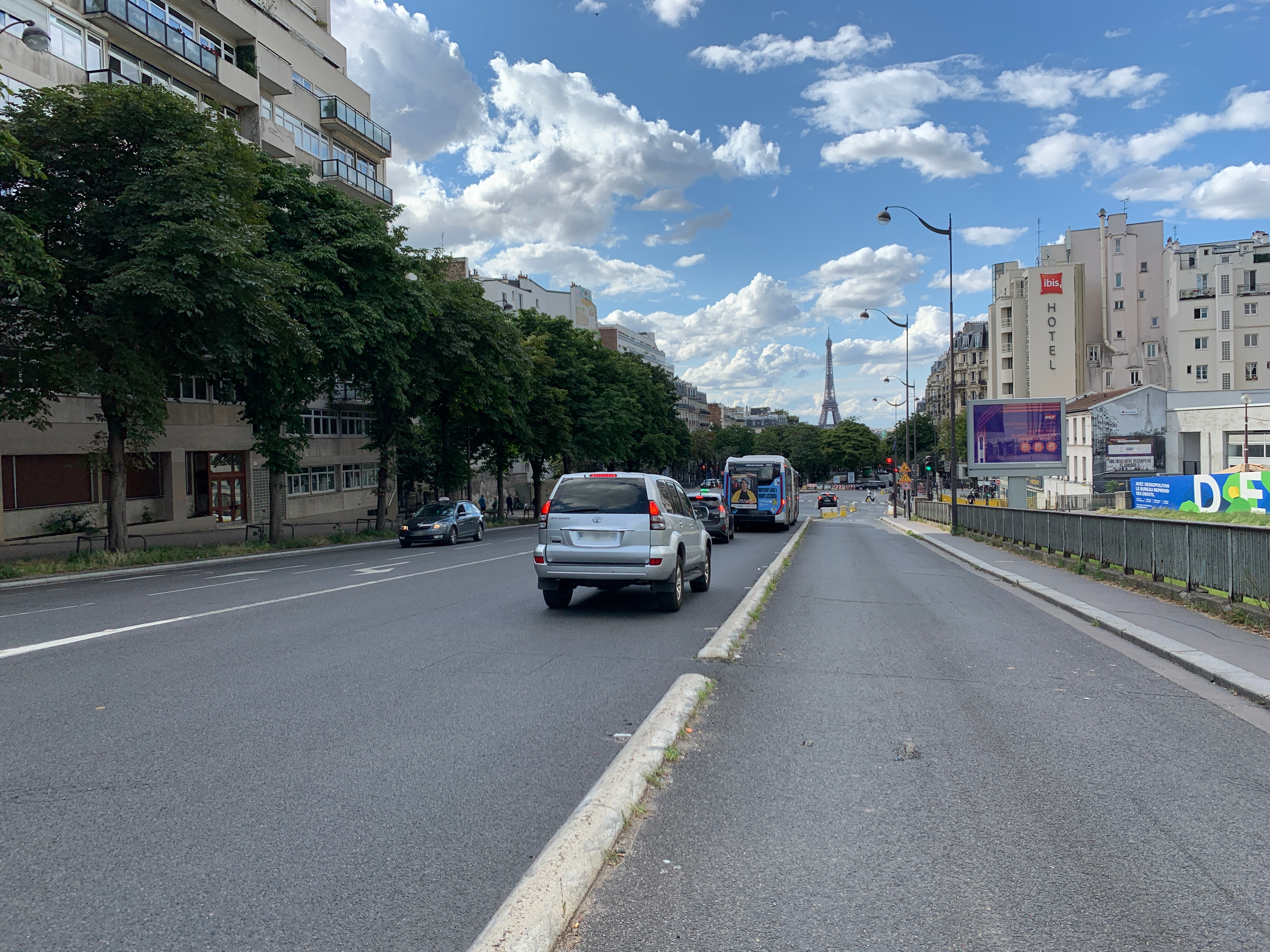
巴斯德大道（2021年8月）

巴斯德大道（Boulevard Pasteur）是巴黎十五区的一条街道。始于塞夫勒路（rue de Sèvres）165号、勒古布路（rue Lecourbe）1号，止于布丰中学五烈士广场（place des Cinq-Martyrs-du-Lycée-Buffon）。长731米，宽51米。

## 路名

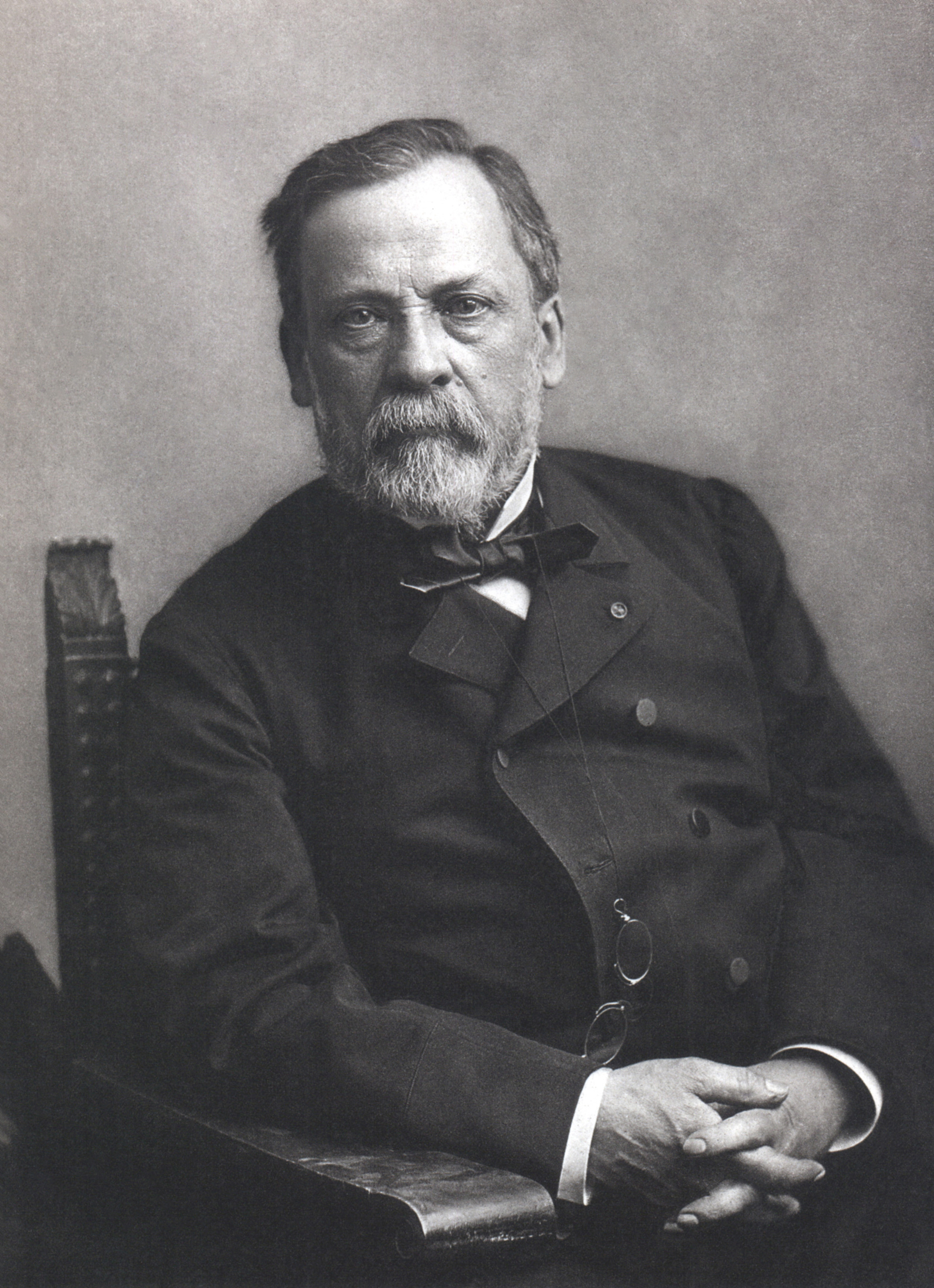
路易·巴斯德

该路得名于法国科学家路易·巴斯德 (1822-1895年)，狂犬病和炭疽病的疫苗接种的发明者。。

## 历史

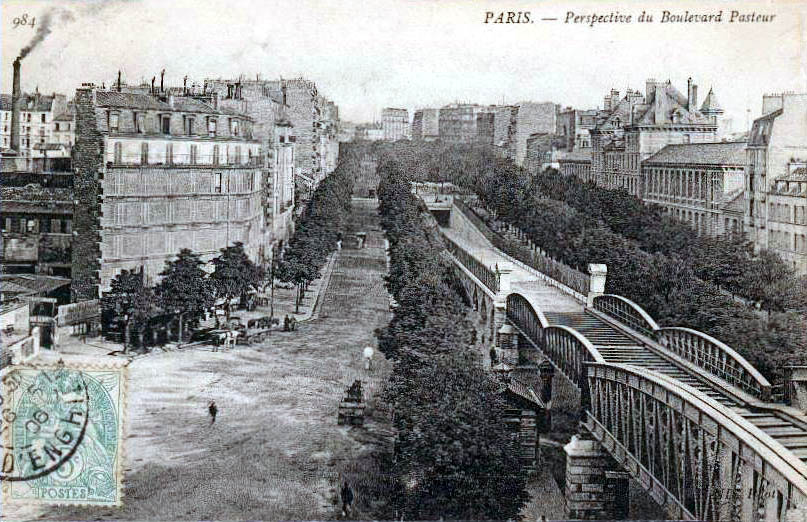

开辟于1838年5月19日。根据1863年5月23日的法令创建，根据1896年7月28日的法令，命名为“巴斯德大道”。

## 建筑
- 16号：布丰中学（lycée Buffon）。
- 23号：1925年至1935年间，俄罗斯画家 Ivan Bilibine 和他的妻子，画家兼陶艺家Alexandra Chtchekana-Pototskaïa居住于此。
- 31号：菲涅耳高中（lycée Fresnel）。
- 32号：“Innova”旅馆，在1938年至1939年间，俄罗斯女诗人玛琳娜·茨维塔耶娃租了一个房间[1]。
- 83号：1970年代初国家职业培训学院（INTEFP）的所在地 [2]

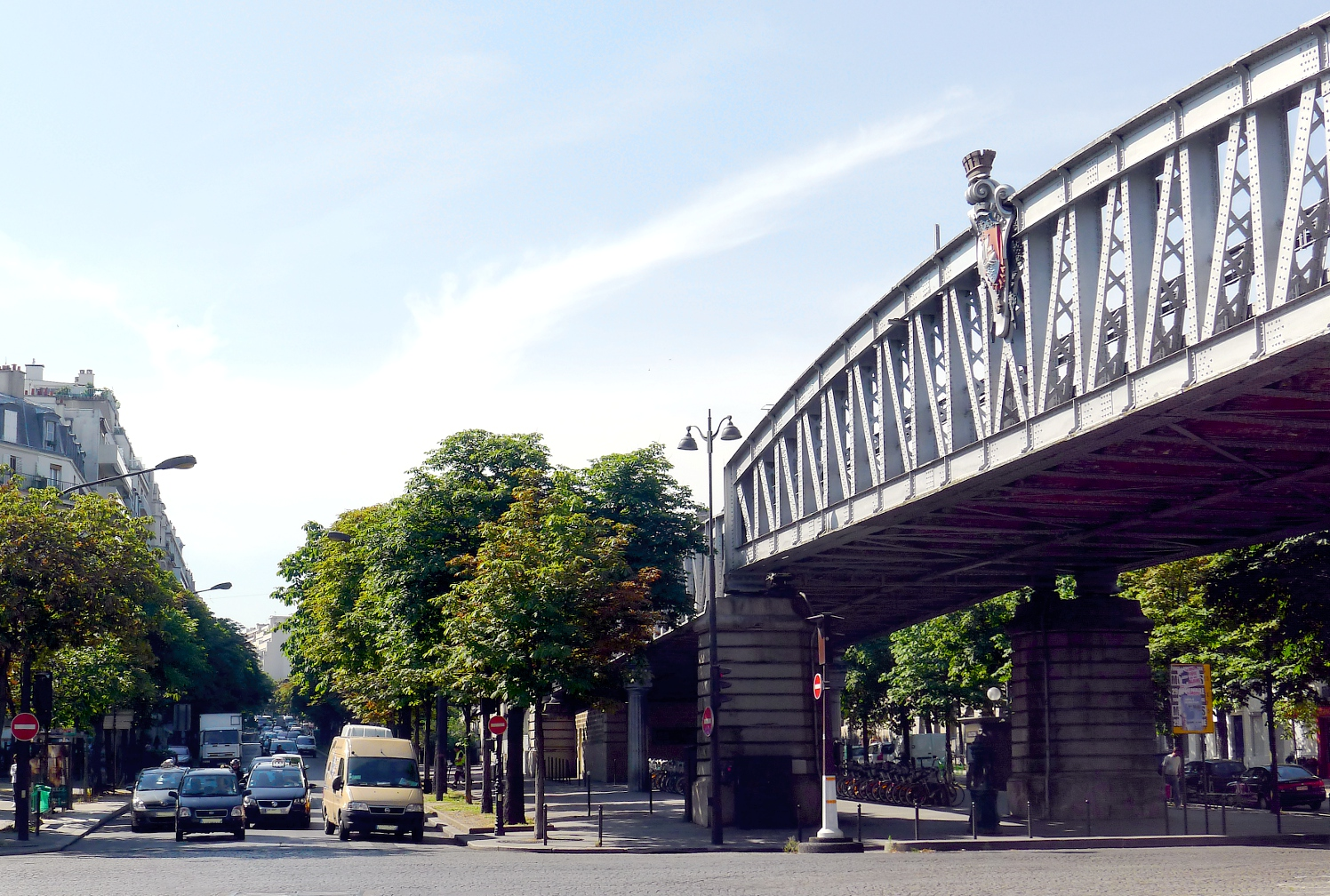
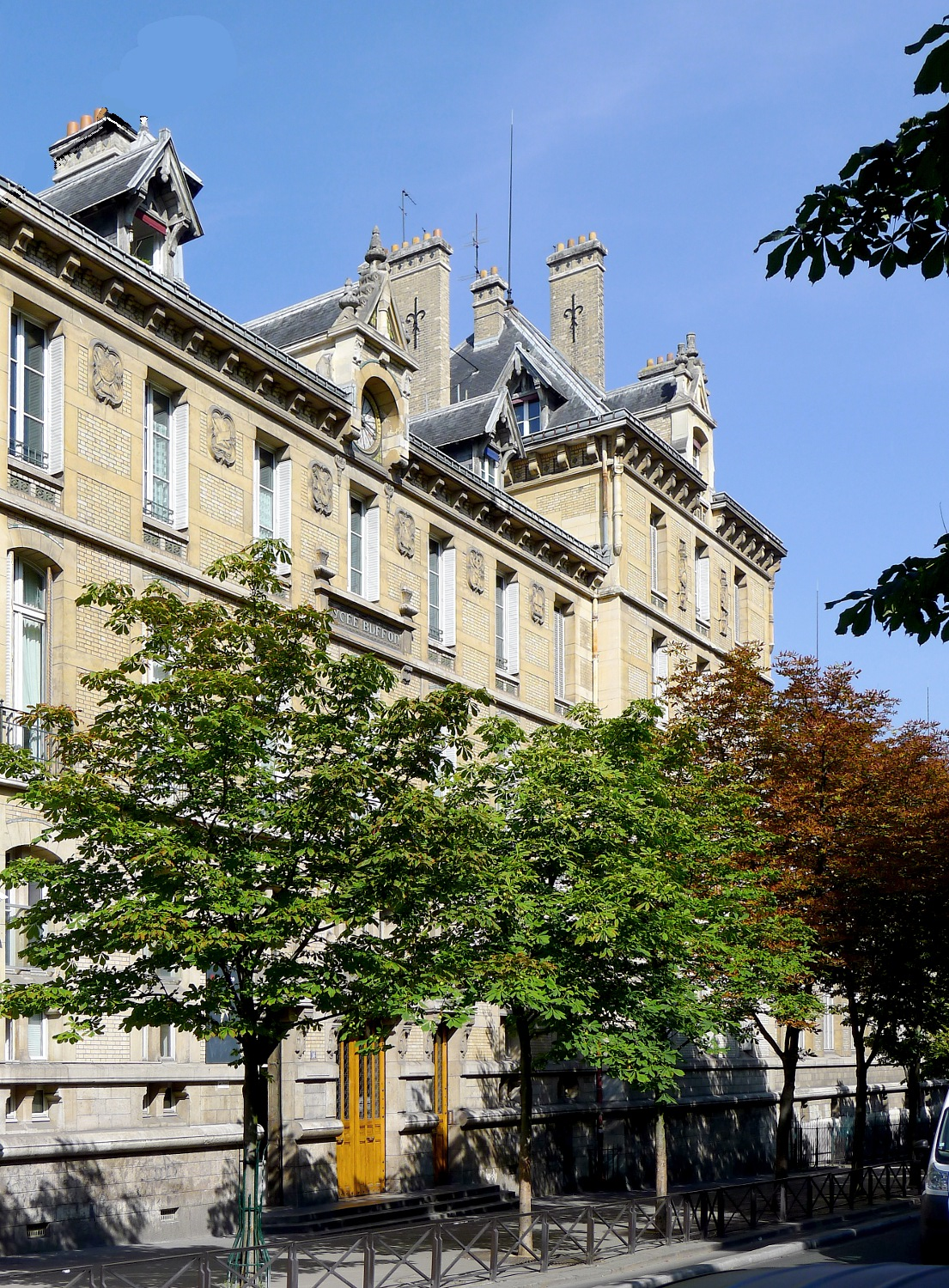
布丰中学
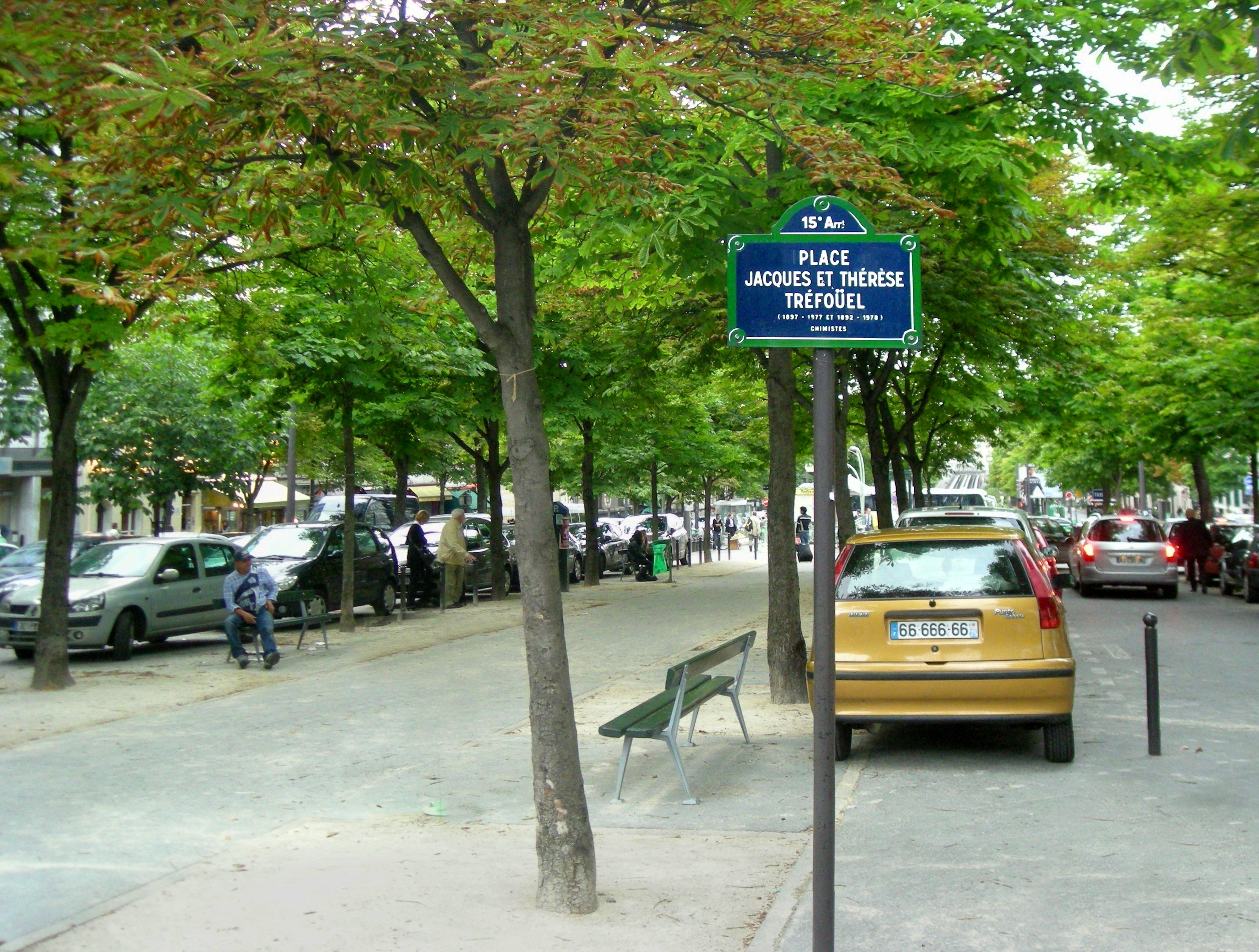
特雷富埃夫妇广场
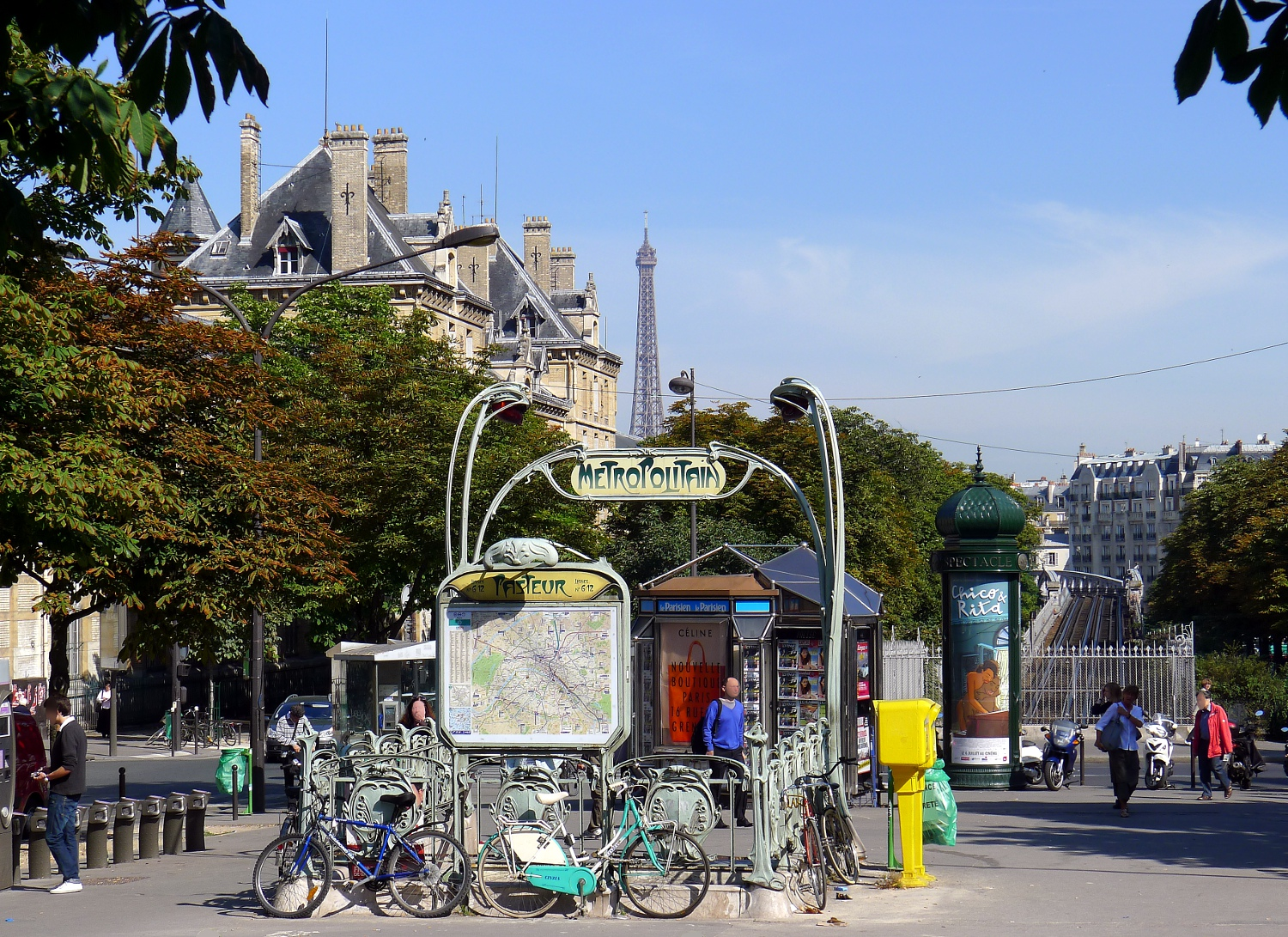
巴斯德站
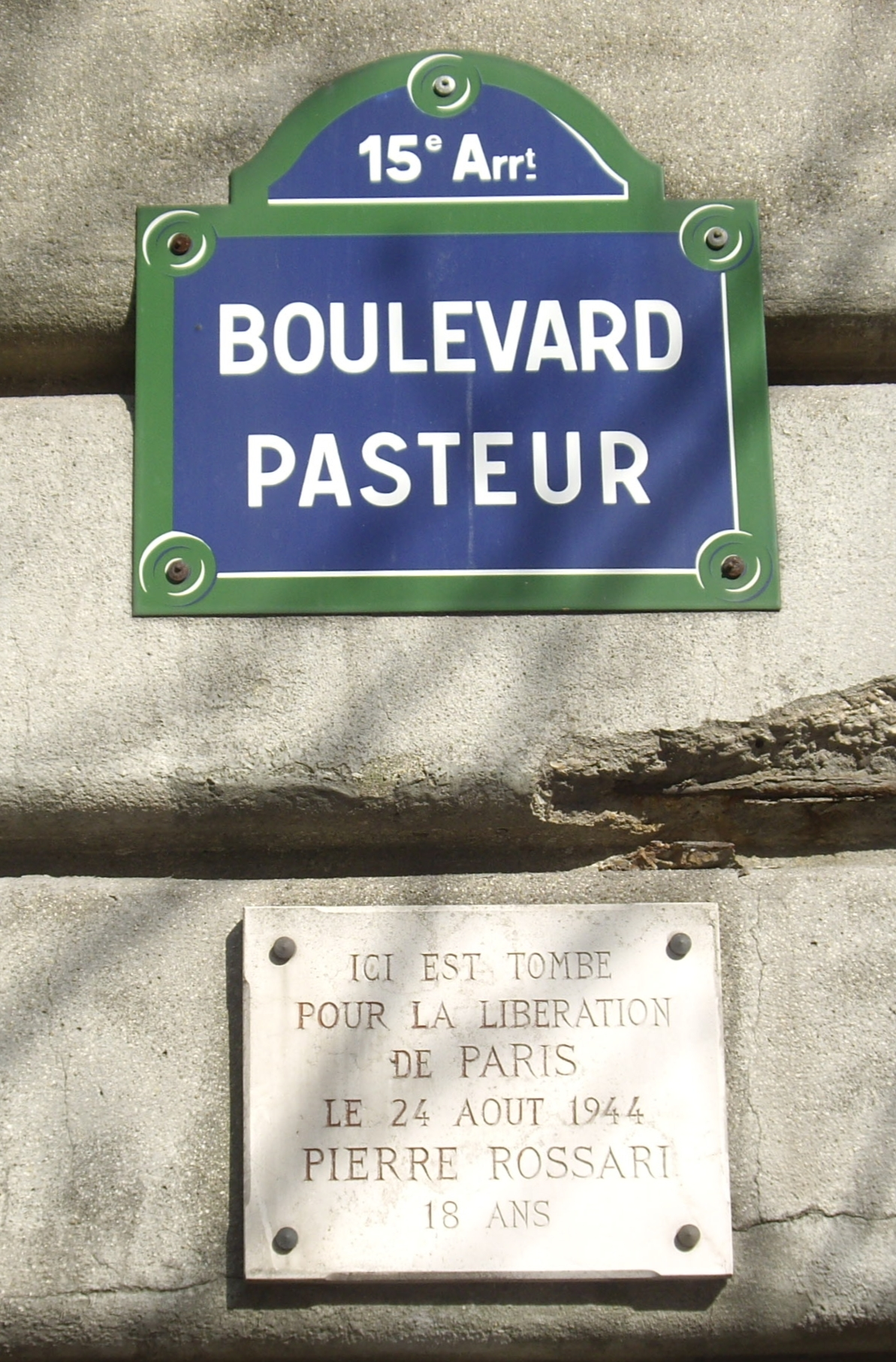